# かんざんじ駅
かんざんじ駅（かんざんじえき）は、静岡県浜松市中央区舘山寺町にある、遠鉄観光開発かんざんじロープウェイの駅。
浜名湖パルパルに隣接しており、浜名湖オルゴールミュージアムからの往復利用を推進している。

## 歴史
- 1960年（昭和35年）12月：開業。
- 1999年（平成11年）
  - 1月10日：リニューアルに伴い、この日を以て休止。
  - 4月24日：リニューアルオープン。

## 駅構造
浜名湖パルパルと直結しており、入園券を持っていれば当駅から直接浜名湖パルパルの園内に出入りすることができる。

## 駅周辺
- 浜名湖パルパル
- 舘山寺温泉
- 舘山寺

## バス
遠州鉄道バス
「浜名湖パルパル」バス停
フラワー号
「ロープウエイ・浜名湖クルーズのりば」バス停

## 隣の駅
遠鉄観光開発
かんざんじロープウェイ
かんざんじ駅 - 大草山駅